# 巴罗杜罗
巴罗杜罗（葡萄牙語：Barro Duro）是巴西皮奥伊州的一个市镇。总面积131.116平方公里，总人口6664人，人口密度50.8人/平方公里。